# Coquimba alata
Coquimba alata is een mosselkreeftjessoort. De wetenschappelijke naam van de soort is voor het eerst geldig gepubliceerd in 1994 door Ramos.